# Sant Ildefons (metropolitana di Barcellona)
Sant Ildefons è una stazione della linea 5 della Metropolitana di Barcellona.
La stazione venne inaugurata nel 1976 e venne utilizzata come capolinea fino al 1983, prima che aprissero la stazione di Cornellà Centre.
La stazione è posta sotto Avinguda República Argentina tra Plaça Sant Ildefons e Carrer Camelia.